# Ghátok
A Ghátok  (bengáli:   ঘাট,  IAST:ghaţ, hindi घाट) India két nagy hegyláncának közös neve; illetve olyan folyók partja, ahova lépcsősor vezet le.

## Hegyláncok
A hegyláncok nem képeznek egy csoportot: a Nyugati-Ghátok az indiai szubkontinens nyugati szegélyén fut végig, a Keleti-Ghátok a keleti partvonallal párhuzamos, nem folytonos hegylánc.
Az előbbi a Dekkán-fennsík nyugati, az utóbbi keleti szegélye, de kialakulásuk nem párhuzamosan zajlott, különböző tektonikai folyamatok eredménye. A Keleti-Ghátok átlagban alacsonyabb a Nyugati-Ghátoknál.

## Folyópart
A ghát szó, mint főnév Dél-Ázsia nyelveiben „vízhez vezető lépcsőt” jelent. A hindi nyelvterületen leggyakrabban  Váránaszi szent városában a Gangesz folyóhoz vezető lépcsőkre használják. Ghátok általánosságban  szent folyó menti területekre utalnak,  például  Haridvar és Váránaszi, ahol lépcsők vezetnek a Gangesz folyóhoz.